# チェントラ
チェントラ（伊: Centola）は、イタリア共和国カンパニア州サレルノ県にある、人口約5,200人の基礎自治体（コムーネ）。

## 地理

### 位置・広がり

#### 隣接コムーネ
隣接するコムーネは以下の通り。
- カメロータ
- チェッレ・ディ・ブルゲリーア
- モンターノ・アンティーリア
- ピショッタ
- サン・マウロ・ラ・ブルーカ

## 行政

### 分離集落
チェントラには、以下の分離集落（フラツィオーネ）がある。
- Forìa, Palinuro, San Nicola, San Severino